# Baden Bay
Die Baden Bay (in der deutschen Kolonialzeit Badenbucht genannt) ist eine Bucht an der Südküste des Huongolfs im Süden der Provinz Morobe von Papua-Neuguinea. Sie ist damit Teil der Salomonensee.
Die Bucht wird durch einen Einschnitt in das Kernland Papuas gebildet und ist etwa 3 km breit und etwa 4 km tief. Den äußeren östlichen Punkt der Bucht bildet die Landspitze Cape Goeben. Die Siedlung Buso liegt an der Küste der Bucht.
Ab 1899 war die Gegend um die Bucht Teil der deutschen Kolonie Neuguinea. Sie kam 1920 unter australische Mandatsverwaltung. Während des Zweiten Weltkriegs besetzte die japanische Armee Papua und nutzte die Bucht als Stützpunkt für kleinere Schiffe. In der Folge kam es zu alliierten Luftangriffen auf die Bucht, so etwa am 22. Januar 1943.
Die Gegend um die Bucht wurde dann im Zuge der Salamaua-Lae-Kampagne von April bis September 1943 von den Alliierten zurückerobert. Anschließend übernahm Australien die Gegend erneut unter Mandatsverwaltung. 1975 wurde sie Teil des unabhängigen Staates Papua-Neuguinea.